# Palazzo Spinola (Milano)

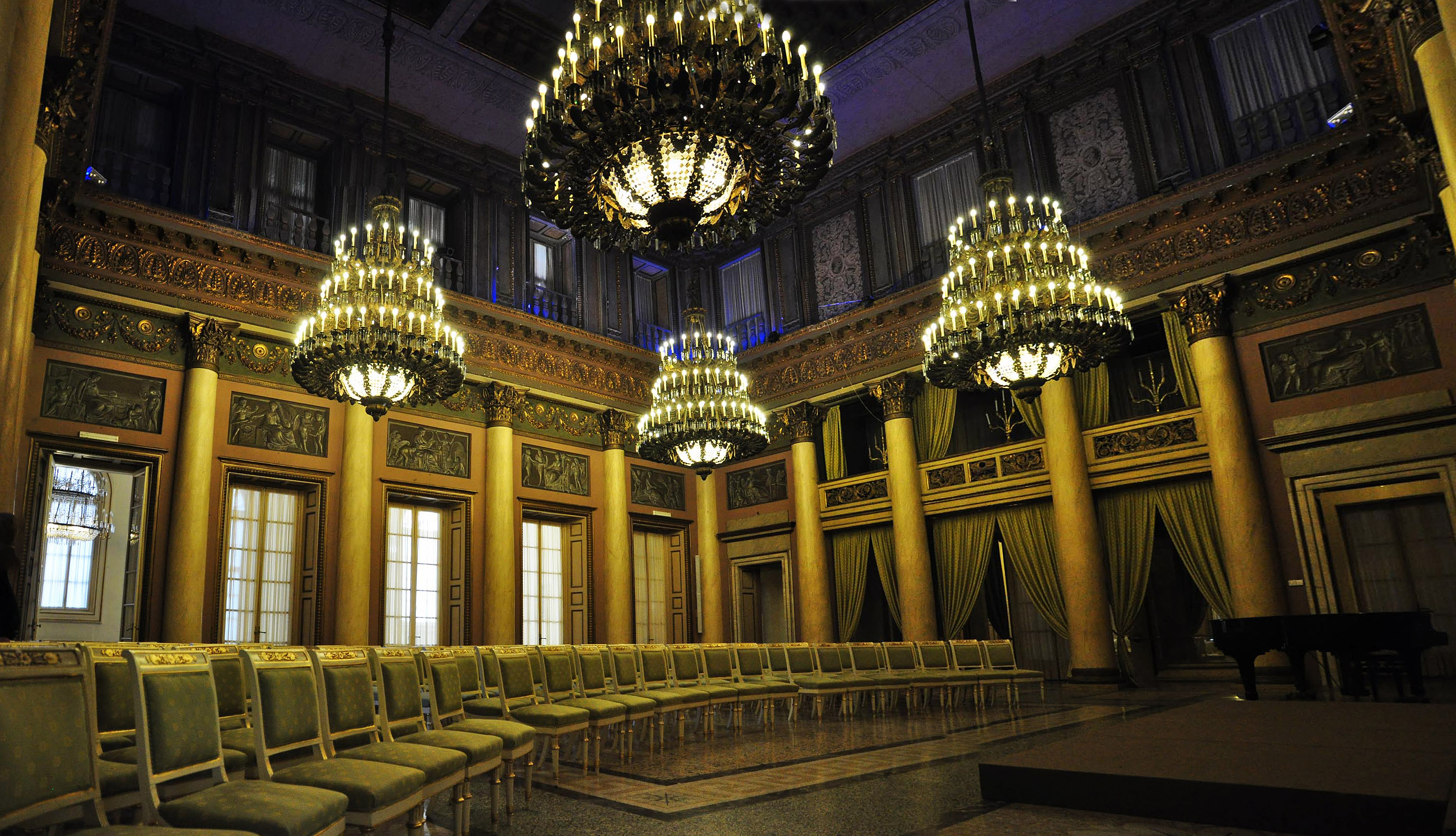
La sala doro

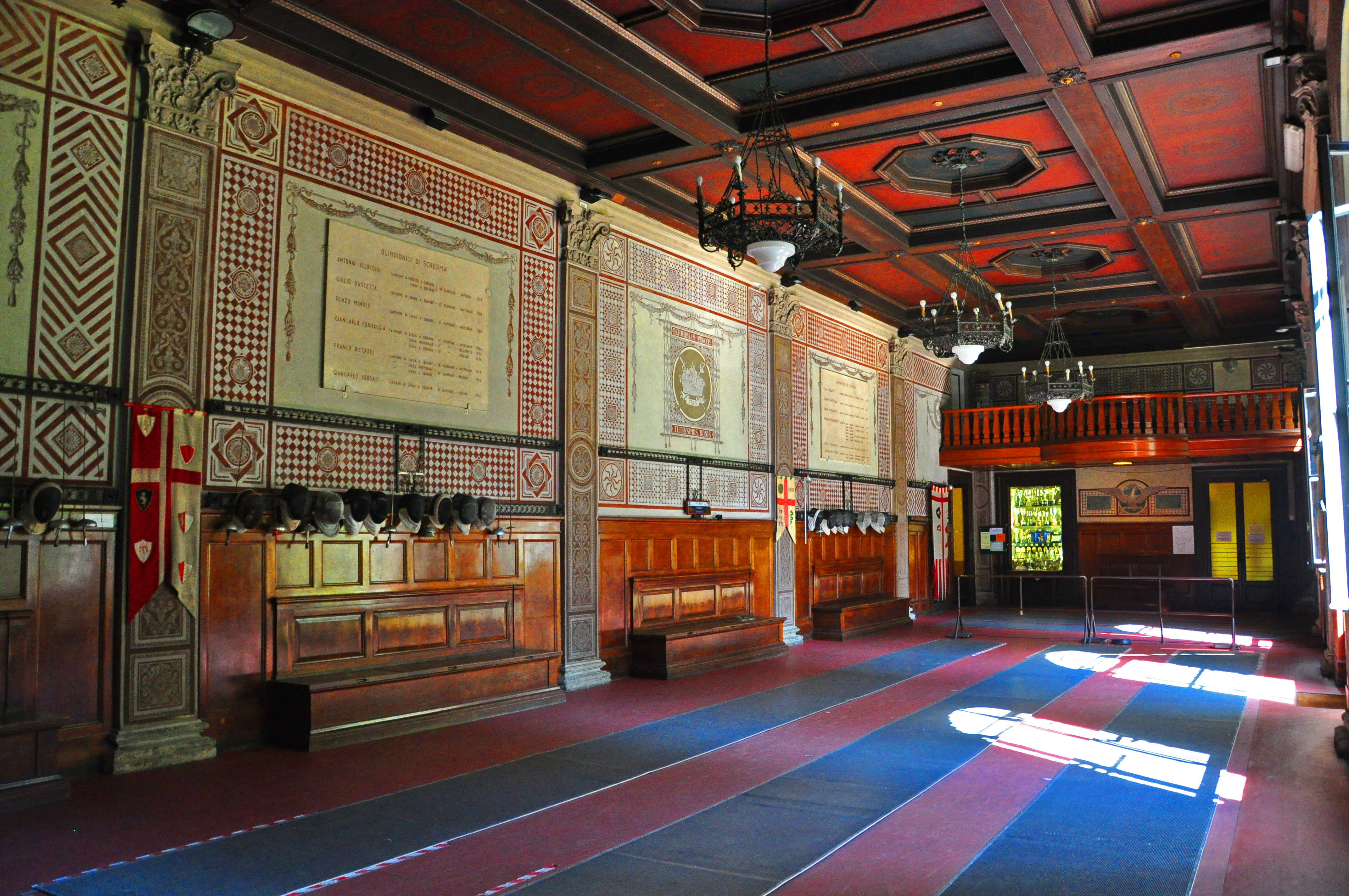
La sala darmi del palazzo

Palazzo Spinola è un palazzo cinquecentesco di Milano, pesantemente rimaneggiato nel corso dell'Ottocento. Storicamente appartenuto al sestiere di Porta Nuova, si trova in via San Paolo 10. Dal 1808 è sede della Società del Giardino.

## Storia e descrizione
Commissionato nel 1580 dal banchiere genovese Leonardo Spinola, uomo di fiducia di Tommaso Marino, altro banchiere genovese, il palazzo fu fatto costruire in tre distinte campagne di lavori tra il 1570 e il 1615 da un architetto sconosciuto. Sono state avanzate ipotesi a proposito di Pellegrino Pellegrini e Martino Bassi, ma solo del Bassi parrebbe ormai indubbia la partecipazione; oggi l'edificio deve molto del suo aspetto interno a rimaneggiamenti ottocenteschi: la semplice facciata in cui spicca il portale in bugnato, lascia intravedere poco dei lussuosi ambienti interni.
Celebre è la Sala d'oro progettata da Gerolamo Arganini e decorata da Giacomo Tazzini: la sala, rimodernata in occasione delle nozze dell'Imperatore Ferdinando I, si presenta spaziosa e monumentale, circondata da un colonnato decorato con fregi e sormontato dalla trabeazione che formano la tribuna per l'orchestra; spiccano inoltre gli affreschi e gli stucchi dorati su sfondo avorio; similmente la Sala d'argento che prende il nome dagli stucchi color argento di Luigi Tatti.
Duramente colpito dai bombardamenti anglo-americani del 1943, l’edificio si incendiò e sebbene le architetture della facciata e del cortile siano rimaste intatte, il fuoco distrusse quasi tutti i piani superiori e alcune parti del piano terreno con il conseguente crollo dei tetti e di buona parte delle volte e la perdita delle due sale sopra descritte, delle quali si salvarono solo le pareti.
Altro ambiente degno di nota è sicuramente il Salone da ballo, il cui nome lascia intendere fosse sede dei balli: sala che balzò alle attenzioni di Stendhal, molte volte ospite nel palazzo durante balli e festeggiamenti. Nel cortile del giardino si segnala la torre belvedere del Cinquecento, ambiente spesso usato nei festeggiamenti del giardino in occasioni estive
Palazzo Spinola ospitò fino alla sua morte il grande studio del pittore Luigi Conconi (1852-1917) che lo condivise a lungo con Gaetano Previati (1852-1920).